# Скрытоглав шеститочечный
Скрытоглав шеститочечный (лат. Cryptocephalus sexpunctatus) — вид листоедов (Chrysomelidae) из подсемейства скрытоглавов (Cryptocephalinae). Встречается в Северной (до Северного полярного круга) и Центральной Европе и на восток в западную часть России.